# Juliet Burke
Dr. Juliet Burke er en fiktiv person i den amerikanske tv-serie Lost, spillet af Elizabeth Mitchell. Mitchell debuterede i "A Tale of Two Cities."

## Baggrund

### Personlighed
Ben kommenterer i tredje sæson, at Juliet har mange ligheder med Jacks ekskone Sarah. I "The Other Woman" sammenlignes Juliet med "hende," omend det per afsnittets originale transmissionsdato ikke vides nøjagtig hvem der hentydes til.
Juliet er en kompetent fertilitetsforsker, der elsker sit arbejde og især det at overbringe gode nyheder til gravide kvinder, inklusiv sin egen søster. Hun er en dygtig manipulatør, som eksemplificeret i "Left Behind" og "One of Us," hvor hun snører hhv. Kate og Jack. Hun overmander også Sayid og Sawyer mentalt, under episoden hvor Claire er bevidstløs. Ligeledes kan hendes evner til at manipulere eksemplificeres gennem hendes overtalelsesarbejde med Jack på The Hydra i begyndelsen af tredje sæson. Hun har også en affære med Harpers mand, Goodwin; En episode hun dog uden succes forsøger at manipulere sig igennem. Hun dropper dog ikke affæren, trods den er afsløret. Hun fremtoner også som værende omsorgsfuld og medmenneskelig; Noget der ikke mindst kommer til udtryk gennem hendes behandling af søsteren, og ved det faktum at hun forråder The Others. Hun fremlægger også et ønske om at Jack ikke kommer noget til, fordi Ben betragter hende som sin.

## Biografi

### Før øen
Før Juliet endte på øen forskede hun i fertilitet og forsøgte at gøre sin kræfthelbredte søster gravid.  Om natten, sniger hun sig ind på sin arbejdsplads og bringer diverse medikamenter med sig, efter en konfrontation af sin eksmand og hans nye elsker. Hun opsøges senere af Richard fra Mittelos Bioscience, der ønsker at give hende midler og ressourcer til at fortsætte sin uovertruffende forskning. Hun afslår tilbuddet og forklarer at hendes eksmand, Edmund, skulle rammes af en bus før hun kunne acceptere. Få dage efter, da Juliet overbringer Edmund nyheden om sin søsters graviditet, dræbes han i sammenstødet med en bus.
Juliet møder Richard og Ethan i lighuset, hvor jobtilbuddet igen kommer på tale, og først der går det op for hende hvad hun havde sagt til Richard under første møde. Men Richard svarer at han slet ikke kan huske hun nævnte noget om en bus. Juliet accepterer jobtilbuddet, men har svært ved at efterlade sin søster i Portland. Hun ender med at tage af sted, under et løfte om at komme hjem efter at halvt år, så hun kan være til stede ved søsterens fødsel. Hun rejser bedøvet sammen med Richard og Ethan til øen i en ubåd.

### På øen
Ved ankomst med ubåden stifter hun bekendtskab med projektlederen, Ben. Hun får sit eget hus på øen, og efter en uges tid starter hun i terapi hos Harper. Hun er ansat til finde ud af hvorfor gravide kvinder dør på øen, og en dag på laboratoriet møder hun Goodwin – Harpers mand – med hvem hun starter en affære. Umiddelbart efter Juliet mister endnu en mor til døden, under en operation, erkender hun sit ønske om at vende hjem. Ben afslår imidlertid ønsket, og forklarer at den eneste måde hvorpå han vil indvilge i at helbrede søsterens tilbagevendte kræft, er hvis hun bliver og hjælper deres forskning.
Harper opdager affæren, og beder Juliet bakke ud, så ikke Ben gør Goodwin fortræd. Dagen før Oceanic Flight 815 styrter ned på øen, analyserer Juliet røntgenfotografier af Bens rygsøjle, og konstaterer at han har en tumor; Noget han havde ellers havde påstået umuligt på øen. På dagen hvor flyet styrter sender Ben overlagt Goodwin af sted, fordi Ben er jaloux på hans forhold til Juliet. Senere på dagen, tager han hende med til The Flame hvor Mikhail viser billeder af søsteren og søsterens søn. Godt tre uger efter styrtet inviterer Ben Juliet på middag, og han er åbenlyst begejstret ved hendes selskab. Snakken styres hen på Goodwin og Ben lover at han vender tilbage så snart hans mission er forbi. Senere, viser Ben hende personligt liget af Goodwin. Juliet beskylder Ben for at have planlagt mordet fra begyndelsen; Han giver hende ret, og siger det er fordi hun er hans.

#### Sæson 3
Juliet håndplukkes af Ben til at afhøre Jack på The Hydra, på grund af hendes ligheder med Jacks ekskone, Sarah. Juliet erkender diskret overfor Jack, at hun ikke er begejstret for Bens foretagender og ønsker at Jack foretager operationen på Ben, men kun for at iscenesætte en ulykke, der medfører Bens død. Overtalelserne lykkedes ikke umiddelbart før Jack på egen hånd opdager Kate og Sawyer have samleje på overvågningsskærme. Bagholdet under operationen medfører at Juliet må hjælpe Kate, Sawyer og Karl væk fra øen, og undervejs bliver hun nødsaget til at dræbe Danny Pickett. Drabet på Pickett og det faktum at hun havde planlagt et attentat på Ben, resulterer i et internt retsforhør. Hendes straf bliver at hun skal "markeres." Sammen med Jack, der for en stund tilslutter sig The Others, vender hun tilbage til Otherville. Hende og Jacks håb om at kunne forlade øen destrueres ultimativt da John Locke springer ubåden i luften.
Efter aftale med Ben slæber Juliet Kate ud i junglen og lænker sig til hende i håndjern. På vej mod Otherville vrider Kate Juliets skulder af led, hvorefter "Monsteret" giver sin tilstedeværelse til kende. Juliet og Kate skjuler sig mellem tætte træstrammer, hvor Juliet fortæller Kate sandheden om hvorfor Jack bad om ikke at blive reddet. Før de når tilbage til landsbyen opsøger Monsteret dem nok engang, og i desperation låser Juliet håndjernene op og aktiverer det supersoniske forsvarshegn. Hun bibeholder et falskt alibi som både Kate og Jack tror på, og akkompagneret af Sayid, rejser de fire tilbage til strandlejren.
Alt er forløbet som Ben og Juliet håbede og forudså. For at cementere infiltreringen af The Castaways orkestrerer The Others Juliets redning af bevidstløse Claire. Juliets mission blandt The Castaways er at samle information om de gravide kvinder, hvilket eventuelt indledes med Sun. Juliet bringer hende med til The Staff, hvor hun opdager barnets undfangelsesdato. Efter Sun har forladt stationen, indtaler i hun i en båndoptager en besked til Ben. Hun afslutter ved at slukke den og sige: "Jeg hader dig." Juliet forråder The Others og fortæller Jack alt om hendes foretagender og hvad hendes tidligere allierede har i sinde. Hun drager efterfølgende med Jack og de andre overlevende op til radiotårnet hvorfra Danielles transmission har kørt i over 16 år. På vej dertil vender hun tilbage til lejren, sammen med Sawyer, for at hjælpe Bernard, Jin og Sayid. Før hun tager af sted kysser hun Jack, foran Kate.

#### Sæson 4
Juliet går sammen med Sawyer, Bernard og få andre overlevende fra stranden til flyets cockpit, for at genforenes med de andre overlevende. Juliet hjælper sammen med Sayid Jack og Kate ud af deres problemer med Daniel og i særdeleshed Miles. Da Daniel erfarer hun ikke var om bord på Oceanic Flight 815, fortæller de, at de er på øen for at finde Ben.
Efter Faraday og Charlotte forsvinder fra lejren, tilslutter Juliet sig Jack for at opspore dem. I et kraftigt regnvejr møder hun Harper – hendes tidligere terapeut – der fortæller at hun kan finde Faraday og Charlotte ved Dharma Initiative-stationen The Tempest, og må dræbe dem uanset hvad de forsøger på. På vej mod stationen, finder de Kate, der kort forinden er slået ned bagfra af Charlotte, men Juliet forlader hende og Jack, og fortsætter på egen hånd. Da hun ankommer til The Tempest tager hun Daniel på skudhold, indtil hun indser at de forsøger at sikre systemet, således at Ben ikke kan bruge det som våben. Bagefter, foran stationen, kysser hun med Jack, umiddelbart efter at have fortalt at Ben opfatter hende som sin.

## Trivia
- Juliets mand, Edmund Burke, er opkaldt efter filosoffen af samme navn.

## Fodnoter
1. ↑  Lost: 
"D.O.C." (Sæson 3, afsnit 18). Manuskript af Edward Kitsis & Adam Horowitz.  Broadcasted første gang på American Broadcasting Company den TBA.
2. 1 2  Lost: 
"Not in Portland" (Sæson 3, afsnit 7). Manuskript af Carlton Cuse & Jeff Pinkner.  Broadcasted første gang på American Broadcasting Company den TBA.
3. 1 2 3 4 5  Lost: 
"One of Us" (Sæson 3, afsnit 16). Manuskript af Carlton Cuse & Drew Goddard.  Broadcasted første gang på American Broadcasting Company den TBA.
4. 1 2 3 4 5  Lost: 
"The Other Woman" (Sæson 4, afsnit 6). Manuskript af Drew Goddard & Christina M. Kim.  Broadcasted første gang på American Broadcasting Company den 6. marts 2008.
5. ↑  Lost: 
"The Beginning of the End" (Sæson 4, afsnit 1). Manuskript af Damon Lindelof & Carlton Cuse.  Broadcasted første gang på American Broadcasting Company den 31. januar 2008.
6. ↑  Lost: 
"Confirmed Dead" (Sæson 4, afsnit 2). Manuskript af Drew Goddard & Brian K. Vaughan.  Broadcasted første gang på American Broadcasting Company den 7. februar 2008.